# عمر الشاهين
عمر الشاهين (مواليد 3 سبتمبر 1992) لاعب بول محترف من دولة الكويت. نال عمر أعلى تصنيف له في تصنيفات الرابطة العالمية للبول عام 2022، إذ نال إلى المركز الرابع عالميا.  وفي عام 2018 فاز ببطولة تكساس المفتوحة السنوية الخامسة والأربعين للبلياردو 9 كرات. وفي بطولة دولية نال النهائي فخسر أمام البين أوشان بنتيجة 9-13.

## بطولاته
- بطولة بيج تايم كلاسيك المفتوحة للبلياردو 9 كرات لعام 2019
- بطولة تكساس المفتوحة للبلياردو 9 كرات لعام 2018

## وصلات خارجية
- Omar al-Shaheen نسخة محفوظة 2016-02-12 على موقع واي باك مشين.